# Госпіс Святого Христофора
51°25′20″ пн. ш. 0°03′29″ зх. д. / 51.4223° пн. ш. 0.058° зх. д.
Госпіс Святого Христофора — госпіс у південному Лондоні, Англія, заснований у 1967 році Сесилією Сондерс, чия робота вважається основою сучасної філософії госпісної допомоги.

## Спадщина
Серед перших співробітників Св. Христофора була Флоренс Волд, яка пізніше стала пропагувати філософію Сондерс у Сполучених Штатів і стала засновницею руху госпісів у Сполучених Штатах. У 1971 році Сондерс призначила Роберта Твайкроса координатором клінічних досліджень. Під час його роботи в госпісі його дослідження ефективності морфіну, діаморфіну та метадону допомогли стандартизувати та спростити лікування болю при раку.

## Особливості
У госпісі знаходяться скульптури польського художника Вітольда Ґраціяна Кавальця.

## Зовнішні посилання
- Офіційний сайт